# 伊尔莎·费林
伊尔莎·费林（德語：Ilse Fehling；1896年4月25日—1982年2月25日）是一位与包豪斯和纳粹宣传电影有关的德国服装设计师和雕塑家。

## 教育
伊尔莎·费林于1896年4月25日出生于德国但泽朗富尔（Langfuhr），是职业军官赫尔曼·特奥多尔·费林（Hermann Theodor Fehling）的女儿，她还是导演于尔根·费林的远房侄女。1919年，费林就读于柏林莱曼学院，学习艺术和时装设计。在柏林期间，她还在该市的艺术与工艺学校学习。正是在那里，费林开始学习雕塑。
1920年，费林入读魏玛包豪斯学院，她的大部分工作重点是剧场设计。此外，她还师从奥斯卡·施莱默、保罗·克利和格特鲁德·格鲁诺等多位著名艺术家学习雕塑、绘画和协调理论。在学校的工作中，她设计的旋转圆形木偶舞台尤为出名，后来在她与洛特·施莱尔一起的戏剧课上获得了专利。

## 职业
1923年，她离开包豪斯前往柏林，担任自由雕塑家、舞台和服装设计师。同年，费林与亨利·S·威廷结婚。1928年，费林生下女儿嘉比。一年后她与威廷离婚。
1932年费林获得普鲁士艺术学院罗马奖。后来她利用与该奖项相关的补助金在罗马学习。在接下来的几年里，她的作品受到了立体主义的影响。
纳粹上台后，费林的作品被认为是堕落的，其展览遭到禁止。她的大部分作品都因二战期间的轰炸和没收而丢失。
伊尔莎·费林于1926年开始担任服装设计师，并在19331年纳粹主义在德国兴起后继续从事这项工作，参与制作了《律者》等宣传片。
1940年，费林开始在托比斯影业担任首席服装师。在这里，她通过扩大和持续发展来优化服装部门。在工作期间，费林实施了一个重复使用以前穿过的服装的系统。第二次世界大战期间，她在流行时尚媒体上发表了一篇关于创意服装再利用的文章，为生活在配给条件下的妇女提供灵感。
1946年，费林住在罗塔克，然后于1952年返回慕尼黑并在那里度过了余生。费林在慕尼黑定居后开设了自己的工作室，从事雕塑、舞台布景和新闻绘图工作。费林在日内瓦做过一些额外的工作，她的女儿是那里的国际学生。她最后设计项目是1965年为科隆一家电影院的室内设计概念。
费林于1982年2月25日去世。2014年，慕尼黑奥宾区的一条街道以她的名字命名。

## 延伸阅读
- Winfried Winnicke: Fehling-Witting, Ilse. In: Allgemeines Künstlerlexikon. Die Bildenden Künstler aller Zeiten und Völker (AKL). Band 37, Saur, München u. a. 2003, ISBN 3-598-22777-9, S. 486.
- Bettina Behr: Bühnenbildnerinnen : Eine Geschlechterperspektive auf Geschichte und Praxis der Bühnenbildkunst. Bielefeld : transcript Verlag, 2013
- Ulrike Müller: Bauhaus-Frauen : Meisterinnen in Kunst, Handwerk und Design. Unter Mitarbeit von Ingrid Radewaldt und Sandra Kemker. München : Sandmann, 2009, S. 86–91
- Anke Vetter: Zwischen Experiment und Konvention : Ilse Fehling, Arbeiten für die Bühne von 1922 bis 1944. Humboldt-Universität zu Berlin, Magister-Arbeit, 2004
- Anja Cherdron: „Prometheus war nicht ihr Ahne“ : Berliner Bildhauerinnen der Weimarer Republik. Marburg : Jonas-Verlag, 2000, S. 199
- Wolfgang Wangler (Hrsg.): bauhaus – 2. generation, Köln : Verlag der Zeitschrift Symbol, 1980
- Ilse Fehling. In: Patrick Rössler, Elizabeth Otto: Frauen am Bauhaus. Wegweisende Künstlerinnen der Moderne. Knesebeck, München 2019. ISBN 978-3-95728-230-9. S. 34–35.